# جورج مادوكس
جورج مادوكس (بالإنجليزية: George Maddox)‏ هو لاعب كرة قدم أمريكية أمريكي، ولد في 4 نوفمبر 1911، وتوفي في 14 مارس 1956.